# Cheiracanthium pennyi
De Cheiracanthium pennyi (tên tiếng Anh: bermzakspin) là một loài nhện trong họ Miturgidae.
Loài này thuộc chi Cheiracanthium. De bermzakspin được Octavius Pickard-Cambridge miêu tả năm 1873.